# Morigino
Morigino is een plaats (frazione) in de Italiaanse gemeente Maglie.